# Lugnt vatten
Lugnt vatten (engelska Dead Calm) är en australisk drama-thriller från 1989, i regi av Phillip Noyce och med Nicole Kidman, Sam Neill och Billy Zane i huvudrollerna. Filmen hade Sverigepremiär den 21 juli 1989.

## Handling
Det äkta paret John och Rae seglar runt i Stilla havet för att återhämta sig efter en tragisk olycka. Ute på havet tar de ombord en skeppsbruten man. John tycker att hans historia inte riktigt stämmer och vill segla till den förolyckade båten. Han gör det medan mannen vilar. När denne vaknar och inser var John är tar han över deras båt – och Johns fru.

## Rollista (i urval)
- Nicole Kidman – Rae Ingram
- Sam Neill – John Ingram
- Billy Zane – Hughie Warriner